# Srpen 2018

## Události

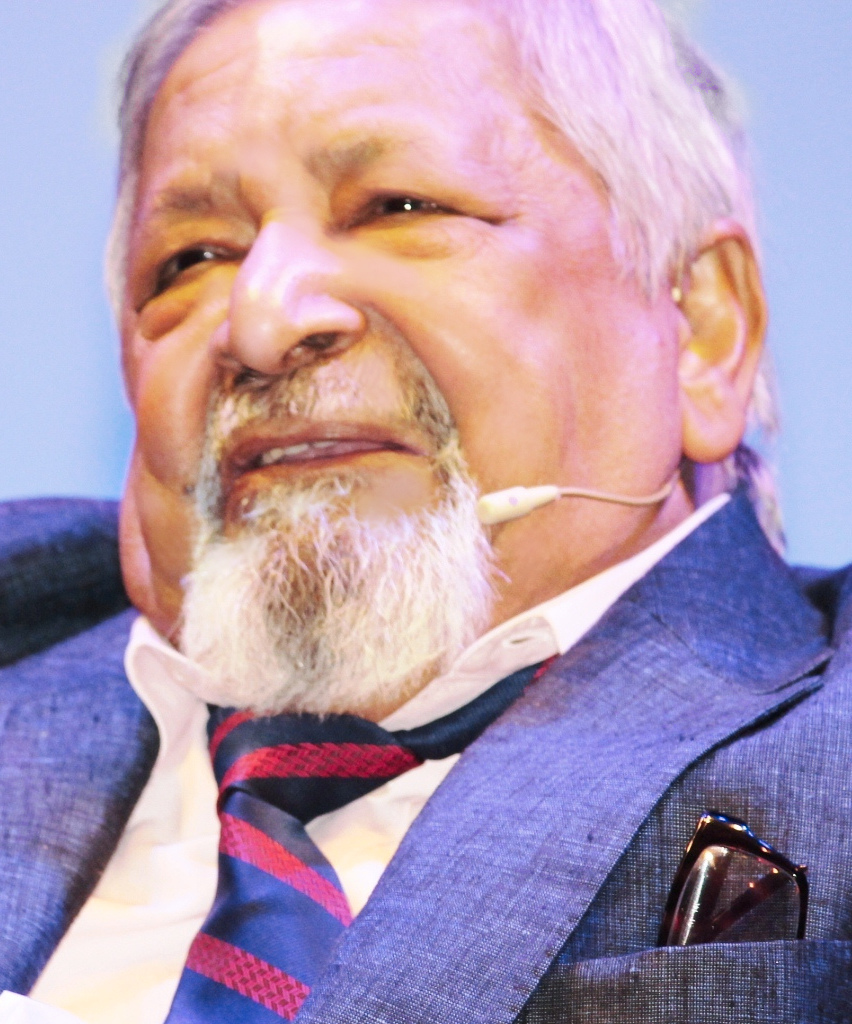
V. S. Naipaul

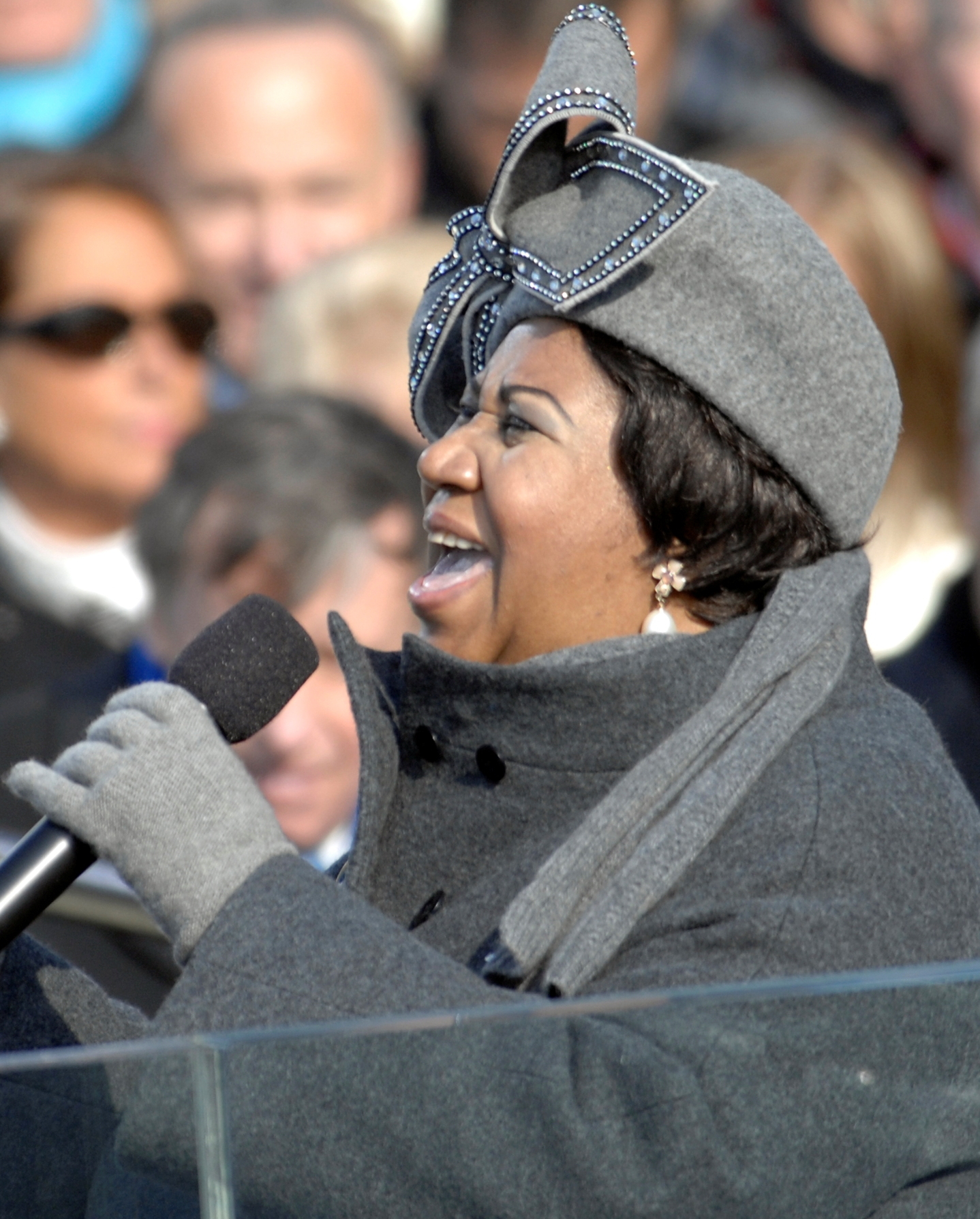
Aretha Franklinová

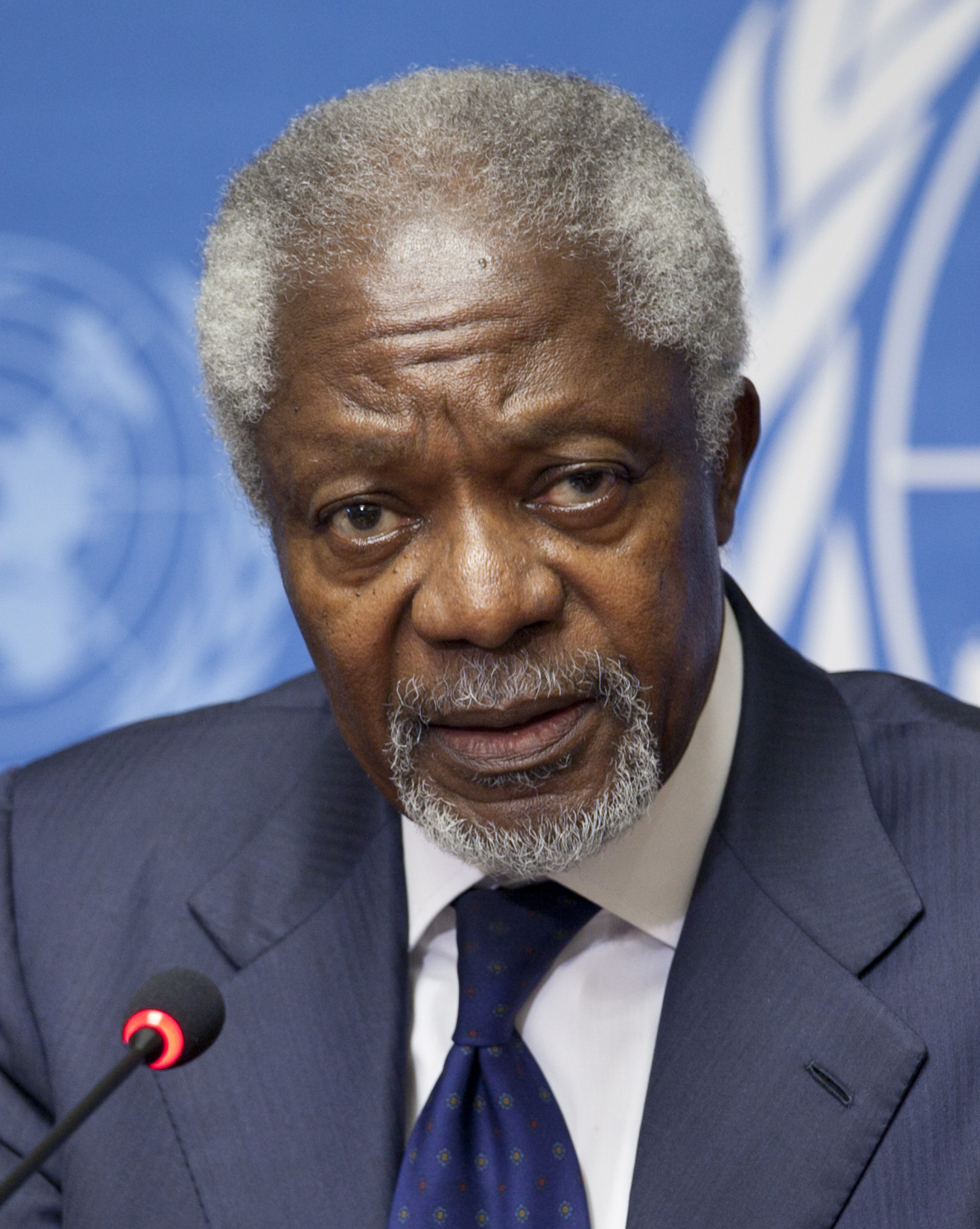
Kofi Annan

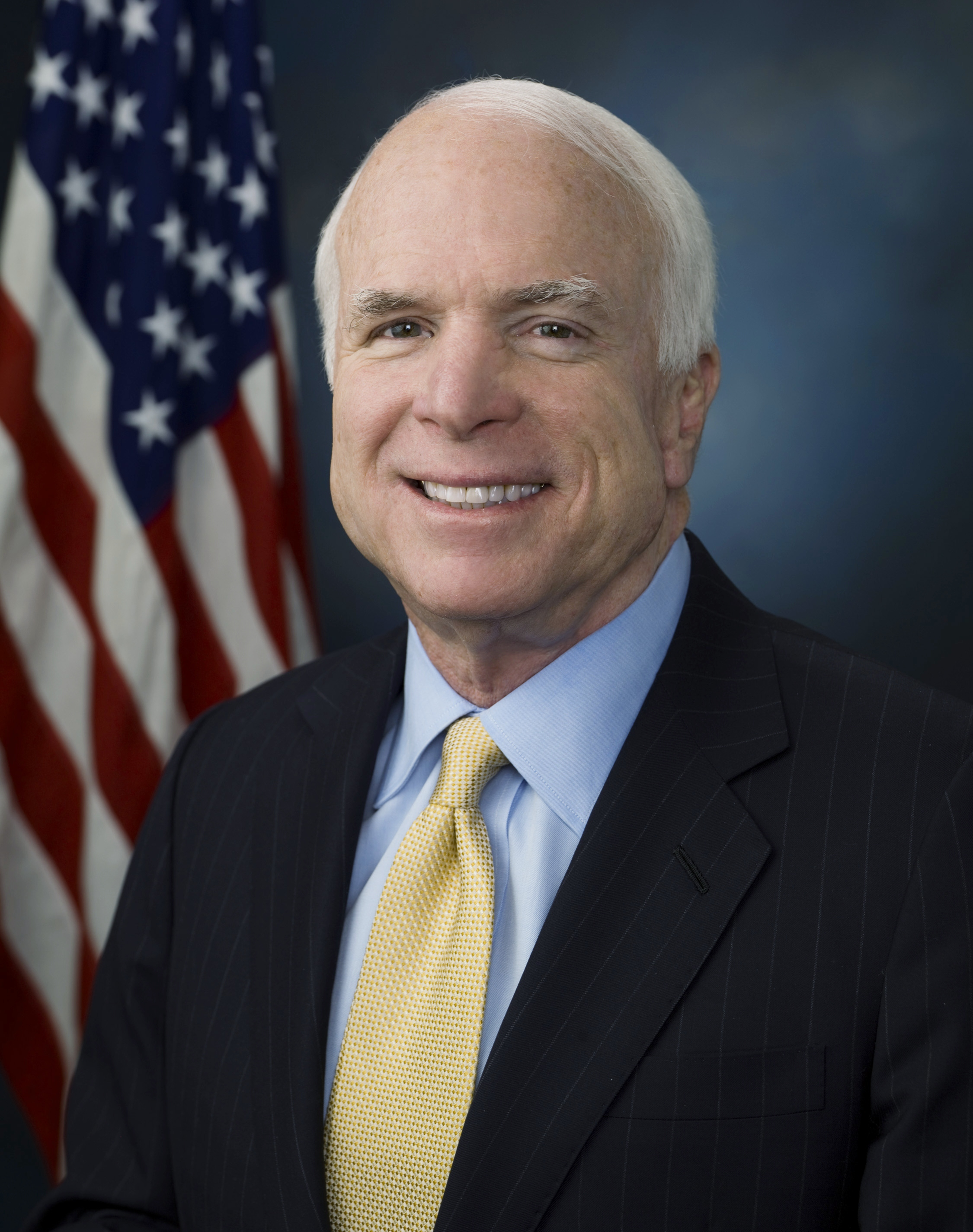
John McCain

1. srpna – středa
 Z katedrály v Strängnäsu na jihovýchodě Švédska ukradli zloději za bílého dne dvě zlaté královské koruny posázené drahokamy a perlami, královská jablka a žezlo.

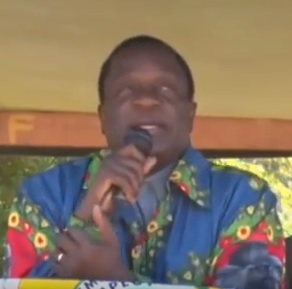
Emmerson Mnangagwa

 Vítězem parlamentních voleb v Zimbabwe se stala Zimbabwská africká národní unie - Vlastenecká fronta (ZANU-VF) vedená současným prezidentem Emmersonem Mnangagwou (na obrázku) .
2. srpna – čtvrtek
 Ve věku 88 let zemřel český herec Ilja Racek.
 Čeští hasiči zasahovali během července u 2 668 požárů a to je nejvíce za posledních dvanáct let. Průměrně měli 87 výjezdů denně, dlouhodobý průměr je přitom jen 47 požárů denně.
3. srpna – pátek
  Českého turistu zabil žralok při potápění u egyptského letoviska Marsá Alam na pobřeží Rudého moře, kde muž trávil s rodinou letní dovolenou.
4. srpna – sobota

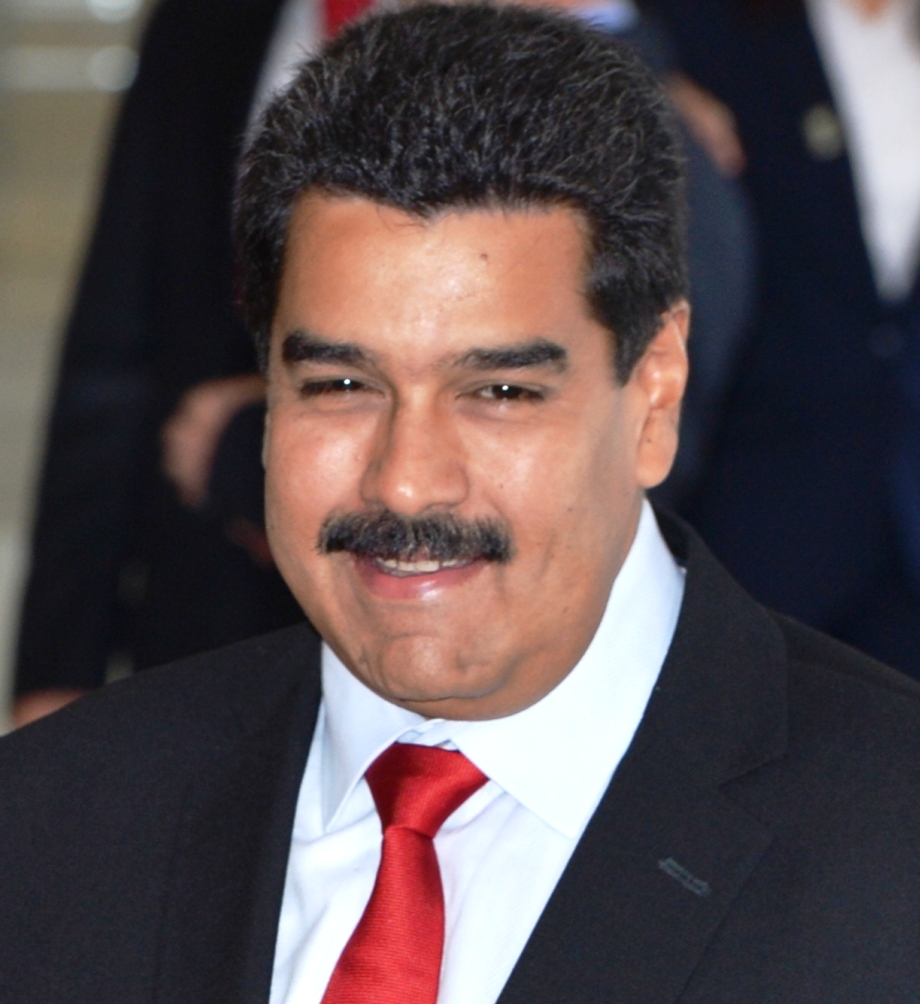
Nicolas Maduro

 Venezuelský prezident Nicolás Maduro (na obrázku) přežil pokus o atentát, ke kterému došlo explozí ze vzduchu v sobotu večer místního času ve venezuelském hlavním městě Caracasu.
 Již dlouhou řada dnů se prakticky celá Evropa se potýká s neobvyklou vlnou veder, na většině kontinentu včetně Skandinávie teploty přesahují 30 °C. Na Pyrenejském poloostrově teploty převyšují i 45 stupňů. Na řadě míst dochází k obtížně zvladatelným lesním požárům a mnoho míst (včetně Česka) ohrožuje již prakticky katastrofální sucho.
 Při havárii vrtulníku Mil Mi-8 v Krasnojarském kraji zahynulo 18 osob.
5. srpna – neděle
 Při sérii otřesů na ostrově Lombok bylo zabito nejméně 300 lidí a další stovky zraněny.
  Tři čeští vojáci NATO byli zabiti při útoku sebevražedného atentátníka nábožensko-politického hnutí Tálibán v Čáríkáru hlavním městě provincie Parván. Další tři vojáci (jeden Američan a dva Afghánci) byli při útoku zraněni.
 V noci ze soboty na neděli zemřel slovenský herec Stano Dančiak.
6. srpna – pondělí
 Při srážce dvou nákladních vozů poblíž letiště v italské Boloni explodovala cisterna s hořlavinami. Zahynuli dva lidé, 56 dalších je zraněno.
7. srpna – úterý

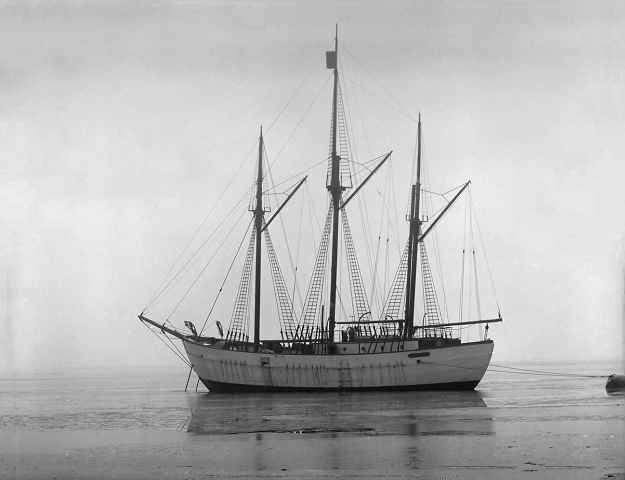
loď Maud

 Vrak Amundsenovy lodi Maud (na obrázku) využívané během průzkumu využívané během průzkumu Severozápadního průjezdu byl přeplaven do norského přístavu Bergen.
8. srpna – středa
 Bývalý britský ministr zahraničí Boris Johnson "v žertu" prohlásil, že ženy nosící burku vypadají jako bankovní lupiči nebo připomínají poštovní schránky. Premiérka Theresa Mayová ho vyzvala, aby se za své výroky omluvil, Johnson to však odmítá.
9. srpna – čtvrtek
 Ekvádor vyhlásil výjimečný stav ve třech provinciích kvůli přílivu migrantů prchajících před humanitární krizí ve Venezuele.
  Brankář Thibaut Courtois přestoupil z Chelsea do Realu Madrid se smlouvou na šest let.
10. srpna – pátek
 Bojovníci z hnutí Tálibán zaútočili na hlavní město provincie Ghazní jižně od Kábulu, které částečně obsadili.
 Ve věku 68 let zemřel překladatel z angličtiny Jiří Josek, tvůrce českých překladů Shakespearových dramat a mnoha děl amerických autorů.
 Kolem 100 tun ryb uhynulo kvůli vysokým teplotám v rybníku Nesyt na Břeclavsku.
11. srpna – sobota
 Ve věku 85 let zemřel britsko-trinidadský spisovatel Vidiadhar Surajprasad Naipaul (na obrázku) držitel Nobelovy ceny za literaturu z roku 2001.
 Desítky tisíc lidí protestovaly v Bukurešti a dalších rumunských městech proti politické korupci v zemi. Při protestech bylo zraněno několik stovek lidí.
 Během leteckého dne v Strunkovicích nad Blanicí se zřítil historický letoun Be-50 Beta-Minor společnosti Beneš-Mráz. Pilot svým zraněním podlehl.

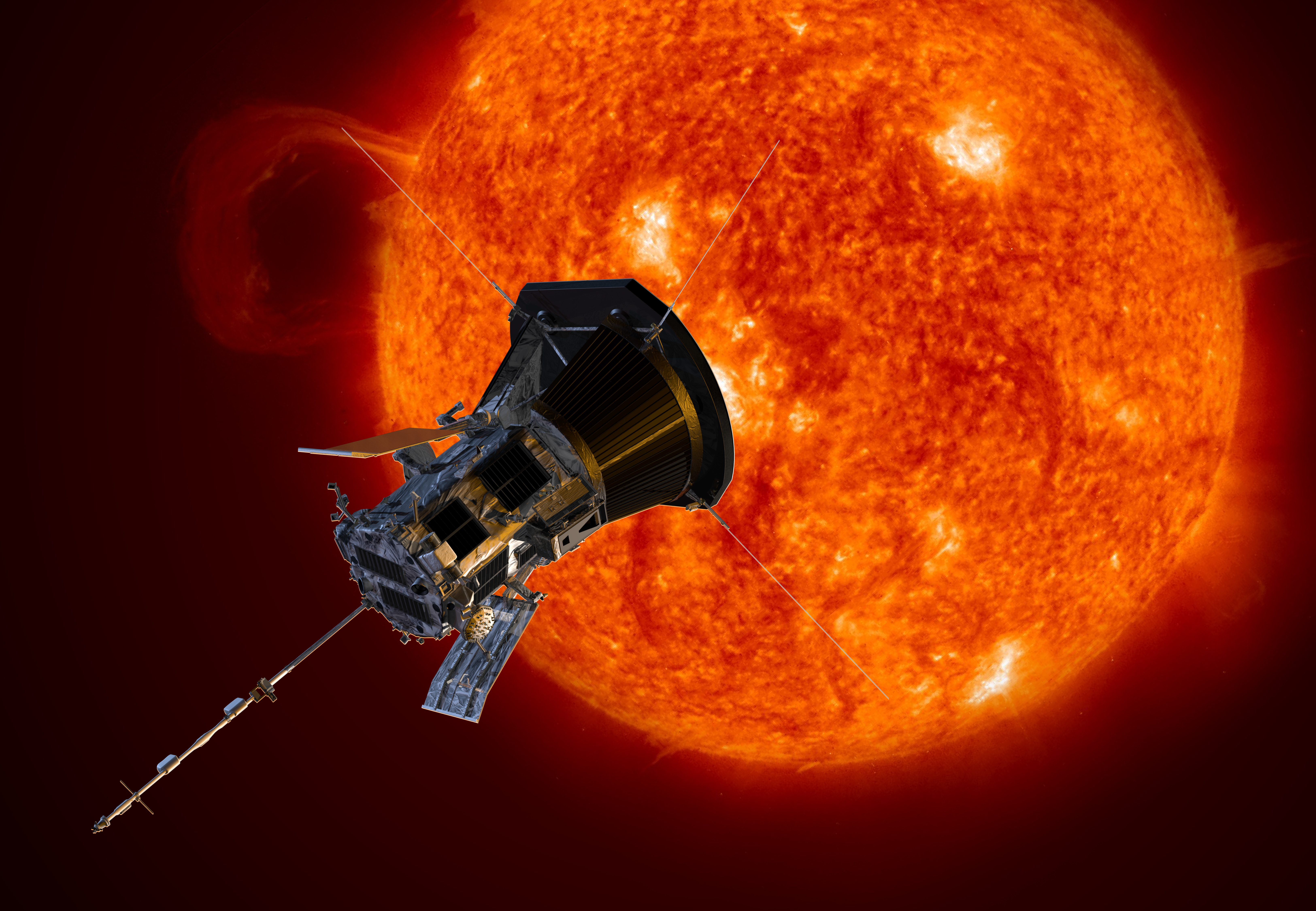
Parker Solar Probe

12. srpna – neděle
 Raketa Delta IV Heavy vynesla z floridského mysu Canaveral sluneční sondu Parker Solar Probe (na obrázku), která by se měla dostat do vzdálenosti pouhých 8,5 poloměrů Slunce a získat další znalosti o sluneční koróně a mechanismu slunečního větru.
 Představitelé Ruska, Kazachstánu, Turkmenistánu, Ázerbájdžánu a Íránu podepsali dohodu o využívání Kaspického moře.
 SOHR: Při výbuchu muničního skladu organizace An-Nusrá na severu provincie Idlib bylo zabito nejméně 39 lidí.
13. srpna – pondělí
 Turecká centrální banka oznámila, že provede veškeré kroky k zajištění likvidity bankovního sektoru, poté co se turecká lira propadla na historické minimum vůči americkému dolaru, v reakci na zavedení amerických cel na dovoz oceli a hliníku.
 Kauza H-System: Právník bytového družstva Svatopluk v Horoměřicích u Prahy podal k Ústavnímu soudu stížnost na rozhodnutí Nejvyššího soudu.
 Loď Aquarius se 141 migranty na palubě pluje od pátku bezcílně Středozemním mořem. Žádná z evropských zemí dosud plavidlu neziskových organizací SOS Méditerranée a Lékaři bez hranic (MSF) nedovolila přistát.
14. srpna – úterý
 Nejméně 35 lidí zemřelo při zřícení dálničního mostu na dálnici dálnici A10 v italském Janově.
15. srpna – středa
 Sucho a teplo v Evropě 2018: V šesti obcích na Jižní Moravě byl zaveden limit na odběr pitné vody. Občané těchto obcí mohou odebrat maximálně 100 litrů denně. Vodojemy obcí musí být doplňovány z cisteren.
 Ve Španělsku zemřelo v důsledku veder devět lidí.
16. srpna – čtvrtek
 Poklad obsahující 159 stříbrných grošů z počátku 14. století byl objeven poblíž města Vysoké nad Jizerou.
 Ve věku 93 let zemřel bývalý indický premiér Atal Bihárí Vádžpejí.
 Ve věku 76 let zemřela americká soulová zpěvačka Aretha Franklinová (na obrázku).
17. srpna – pátek
 Science: Mezinárodní tým dvou set vědců publikoval kompletní genom pšenice seté.
 Bývalý kriketový hráč Imran Chán byl zvolen premiérem Pákistánu.
 Nejméně 300 lidí zemřelo v indickém státě Kérala při povodních a sesuvech půdy vyvolaných nejsilnějším monzunovým deštěm za posledních sto let.
18. srpna – sobota
Ve věku 80 let zemřel ghanský diplomat, bývalý generální tajemník OSN a držitel Nobelovy ceny za mír Kofi Annan (na obrázku).
 Česká reprezentace na Mistrovství Evropy v malém fotbale 2018 v Kyjevě vyhrála poprvé v historii zlaté medaile, když ve finále zvítězila nad Rumunskem 4:1.
19. srpna – neděle
 V Horním Maršově vyhořel barokní zámek nevyužívaný od roku 1994.
 Na Hostýně proběhla Orelská pouť, připomínající 70 let od pouti na Svatý Hostýn v roce 1948, ve které desetitisíce lidí protestovaly proti zrušení tohoto katolického sportovního spolku komunistickým režimem.
20. srpna – pondělí
 Venezuela provedla reformu své měny v poměru 100 000:1 s cílem zastavit rostoucí hyperinflaci.
21. srpna – úterý
 Na východě Republiky Kongo vypukla epidemie eboly, která si doposud vyžádala 50 obětí na životech.

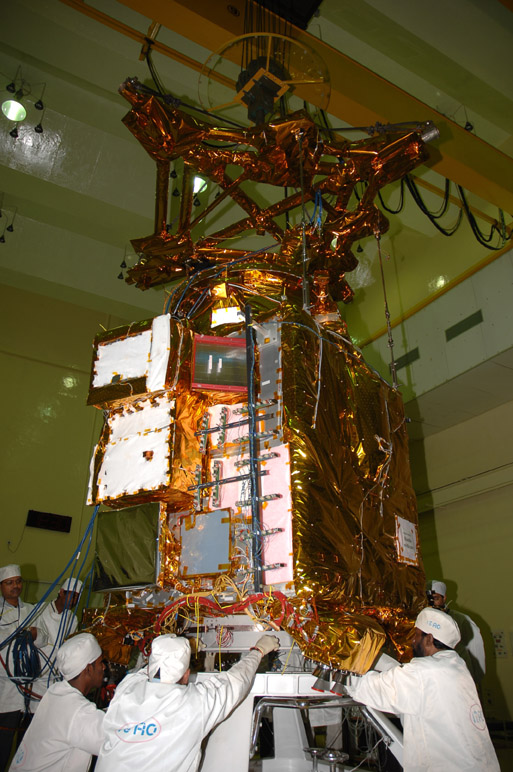
sonda Čandraján-1

 Záznamy indické sondy Čandraján-1 (na obrázku) potvrdily přítomnost vodního ledu na povrchu polárních oblastí Měsíce.
22. srpna – středa
 Na přehlídce zbrojní techniky v Teheránu předvedl Írán první vlastní stíhačku s názvem Kowsar. Stroj připomíná starší americkou stíhačku F-5F Tiger.
23. srpna – čtvrtek
 Španělská policie vrátila do Maroka 116 migrantů, kterým se 22. srpna podařilo překonat bezpečnostní bariéru mezi Marokem a Ceutou, španělskou enklávou na severu Afriky.
24. srpna – pátek
 Scott Morrison se stal 30. australským premiérem.
25. srpna – sobota
 Ve věku 81 let zemřel americký senátor John McCain (na obrázku), protikandidát Baracka Obamy v prezidentských volbách v roce 2008..
 Papež František zahájil návštěvu Irska.
 Na Rudém náměstí v Moskvě byli zatčeni tři lidé při vzpomínkové akci na demonstraci proti okupaci Československa v roce 1968. Obdobný happening proběhl i na Václavském náměstí v Praze. Obdobný happening proběhl i na Václavském náměstí v Praze.
26. srpna – sobota
 Carlo Maria Viganò, bývalý apoštolský nuncius ve Spojených státech, vyzval papeže Františka k rezignaci kvůli jeho postupu v případě washingtonského arcibiskupa Theodora McCarricka obviněného ze sexuálního zneužívání.
27. srpna – pondělí
 Organizace spojených národů zveřejnila zprávu obviňující velitele barmské armády z genocidy a dalších zločinů proti lidskosti spáchaných proti Rohingům v Rakhinském státě a dalším etnickým menšinám v Kačjinském a Šanském státě.
 Německá kancléřka Angela Merkelová odsoudila proticizinecké násilnosti v saském městě Chemnitz, které vyvolalo ubodání pětatřicetiletého muže.
28. srpna – úterý
 Vědci v CERNu detekovali rozpad Higgsova bosonu na spodní kvarky, což podporuje standardní model fyziky částic.
29. srpna – středa

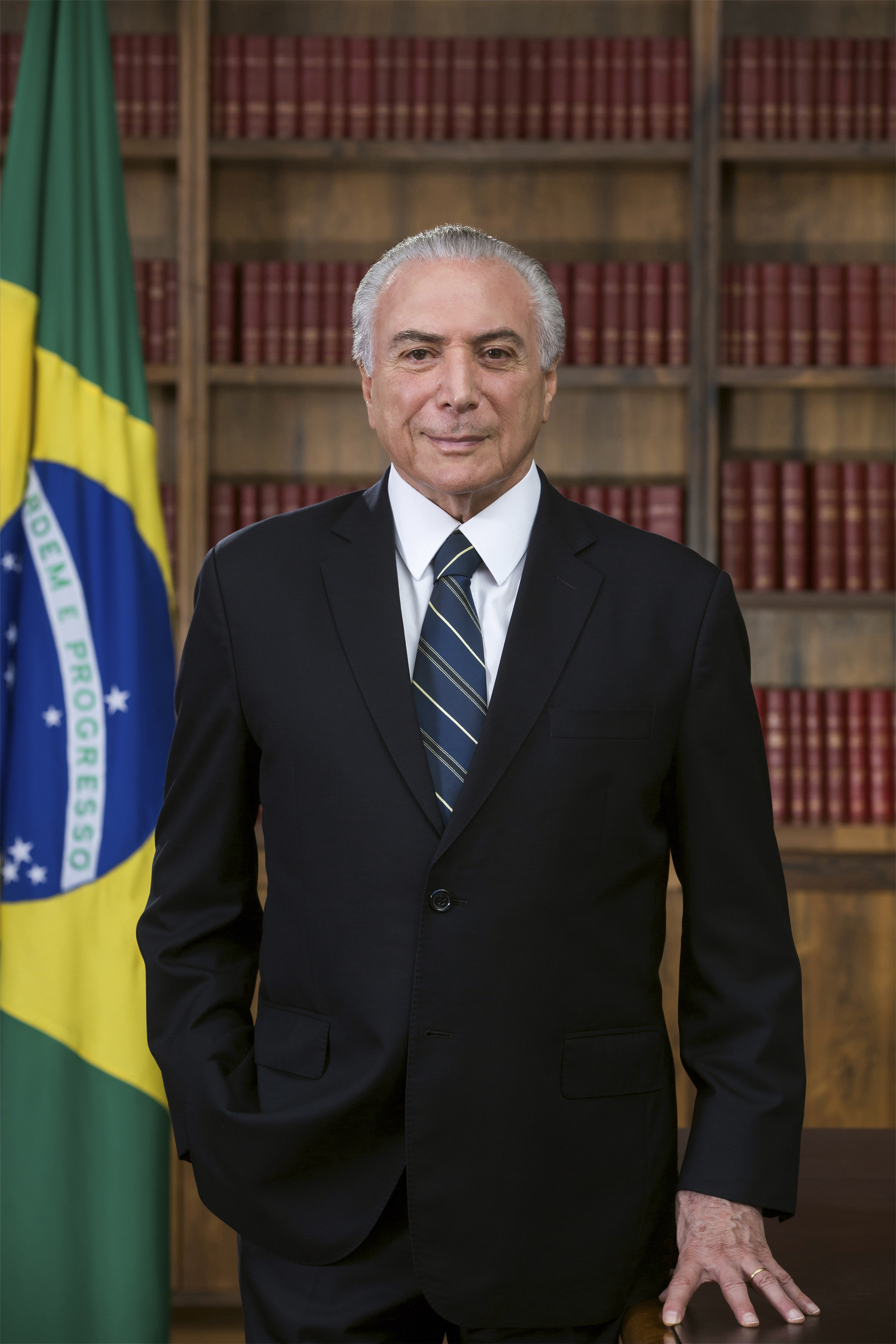
Michel Temer

 Brazilský prezident Michel Temer (na obrázku) vyslal armádní oddíly do severního státu Roraima, aby zajistily bezpečnost v souvislosti s příchodem desetitisíců migrantů ze sousední Venezuely.
30. srpna – čtvrtek
 Rusko a Jižní Korea se dohodly na vytvoření horké telefonické linky, která propojí vojenská letectva obou zemí a umožní okamžité řešení vzniklých problematických situací.
 Světová zdravotnická organizace vydala varování, že současná epidemie eboly v Kongu může být nejhorší v historii, protože virus se šíří v oblastech, kde zuří boje, chybí klíčová infrastruktura a lékaři se nemohou dostat k nakaženým.

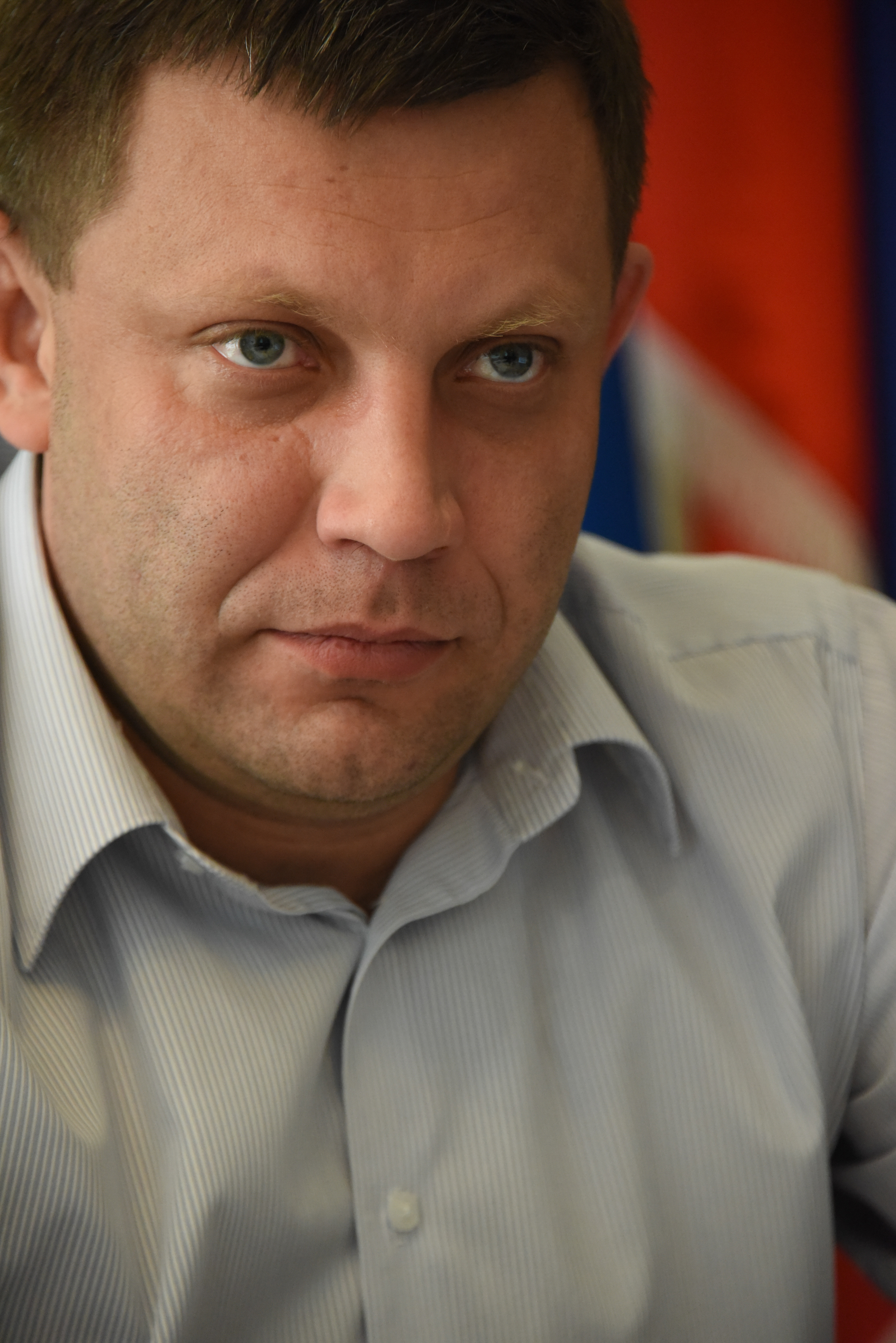
Alexandr Zacharčenko

31. srpna – pátek
 Výbuch v kavárně v centru Doněcka zabil Alexandra Zacharčenka (na obrázku), vůdce Doněcké lidové republiky.
 Evropská komise oznámila, že podá návrh na zrušení střídání letního a zimního času.
 Třinec byl povýšen na statutární město.